# تک‌شاخ‌ماهی کوچک

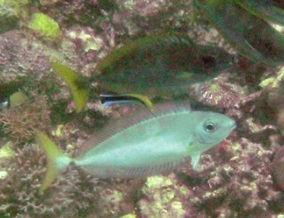
تک‌شاخ‌ماهی کوچک

تک‌شاخ‌ماهی کوچک (نام علمی: Naso minor) نام یک گونه از سرده تک‌شاخ‌ماهی‌ها است.